# Russell Doane
Russell Allan Doane Jr., född 13 augusti 1986 i Honolulu, är en amerikansk MMA-utövare som sedan 2014 tävlar i organisationen Ultimate Fighting Championship.